# 浜辺祐一
浜辺 祐一（はまべ ゆういち、1957年 - ）は、日本の医師、東京都立墨東病院救命救急センター部長。
兵庫県生まれ。1981年東京大学医学部卒。東大病院救急部を経て国立水戸病院外科に勤務。85年救命救急センター開設と同時に都立墨東病院勤務。99年『救命センターからの手紙』で日本エッセイスト・クラブ賞受賞。

## 著書
- Dr.Hamabeの病棟こぼれ話 第1-2部 テクノコミュニケーションズ 1990-91　「こちら救命センター」集英社文庫
- 救命センターからの手紙 ドクター・ファイルから 集英社 1998.4  のち文庫
- 救命センター当直日誌 集英社 2001.9 (ドクター・ファイル 2)  のち文庫
- 救命センターからの手紙、再び  集英社 2005.6 (ドクター・ファイル 3) 「救命センター部長ファイル」文庫
- 生きているからこそ 絵門ゆう子,石川文洋共著 日本標準 2006.4

## 参考
- 著書の紹介文